# バーリントン郡 (ニュージャージー州)
バーリントン郡（英: Burlington County）は、アメリカ合衆国のニュージャージー州にある郡。ペンシルベニア州のフィラデルフィアに近い。人口は46万1860人（2020年）。郡庁所在地はマウントホリー・タウンシップ（人口9,536人）であり、同郡で人口最大の自治体はイブシャム・タウンシップ（人口1万5000人）である。郡庁所在地は元はバーリントン市にあったが、デラウェア川から離れた内陸部の人口が増加し、より郡の中心に近い場所が必要となり、マウントホリー・タウンシップに移された。
アメリカ合衆国商務省経済分析局に拠れば、2009年の一人当たり年収で、国内3,113郡のうちの第158位だった。
イングランド系ヨーロッパ人の記録は1681年に始まり、ニュージャージー植民地に郡庁舎が建てられた。郡としては1694年5月17日に、「第1と第2のテンスの統合により」設立された。
バーリントン郡はデラウェア川の東岸にあり、デラウェア・バレー地域に入っている。しかし郡域は州の東西を横切り、南東の隅は大西洋に達している。

## 地理
アメリカ合衆国国勢調査局に拠れば、郡域全面積は819.84平方マイル (2,123.4 km2)であり、このうち陸地798.58平方マイル (2,068.3 km2)、水域は21.26平方マイル (55.1 km2)で水域率は2.59%である。
郡域の大半は海岸沖積平野にあり、起伏に乏しい。アップルパイ・ヒルやアーニーズ・マウントなど、変則的な丘が幾つかあり、郡ばかりではなく、南ジャージーでの最高地点は海抜約260フィート (79 m) である。最低地点はデラウェア川とマリカ川沿いの海面である。

### 交通

#### 主要高規格道路
様々な幹線道路が郡内に建設されてきた。郡道としては528号線、530号線、532号線、534号線（シャモン・タウンシップ内のみ）、537号線、541号線、543号線、545号線、563号線がある。ニュージャージー州道としては、38号線、73号線、90号線（シナミンソン・タウンシップ内のみ）、413号線（バーリントン市内のみ）がある。アメリカ国道では、9号線（バスリバー・タウンシップ内のみ）、130号線、206号線が通っている。自動車専用道は、ガーデンステイト・パークウェイ（バスリバー・タウンシップ内のみ）、州間高速道路295号線とニュージャージー・ターンパイクがある（州間高速道路95号線の一部）。
ニュージャージー・ターンパイクのインターチェンジは、マウントローレル・タウンシップの第4出口、ウェスタンプトン・タウンシップの第5出口、フローレンス・タウンシップの第6A出口、マンスフィールド・タウンシップの第6出口、ボーデンタウン・タウンシップの第7出口の5か所がある。
ニュージャージー・ターンパイク管理局はオーシャン郡サウストムズリバーにある第80出口から、アトランティック郡サマーズポイントにある第30出口まで上下方向とも3車線に拡張を計画している。
さらには第6出口からミドルセックス郡モンロー・タウンシップの第8A出口まで「デュアル・デュアル」配列（内側を普通車、外側をトラックに指定）に拡張する計画もある。完成予定は2014年である。

### 橋
バーリントン郡橋梁委員会は、デラウェア川を渡すタコニー・パルミラ橋とバーリントン・ブリストル橋の管理責任がある。さらにランコカス・クリークに架かるリバーサイド・デランコ橋を含め、郡道543号線の橋も維持している。

#### 鉄道
ニュージャージー・トランジットのリバーラインは、サザン・ニュージャージー鉄道グループがニュージャージー・トランジットのために運行する気動車ライトレールであり、トレントン市からカムデン市の間は、元のペンシルバニア鉄道の線を使っている。

### 気候と気象
近年、郡庁所在地であるマウントホリーの平均気温は1月の22°F (-6 ℃) から7月の87°F (37 ℃) まで変化している。過去最低気温は1934年2月に記録された-25°F (-32 ℃) であり、過去最高気温は1936年7月に記録された104°F (40 ℃) である。月間降水量は2月の2.92インチ (74 mm) から8月の4.87インチ (124 mm) まで変化している。

### 隣接する郡
- マーサー郡 - 北
- モンマス郡- 北東
- オーシャン郡 - 東
- アトランティック郡 - 南
- カムデン郡 - 南西
- フィラデルフィア郡 (ペンシルベニア州) - 西
- バックス郡 (ペンシルベニア州) - 北西

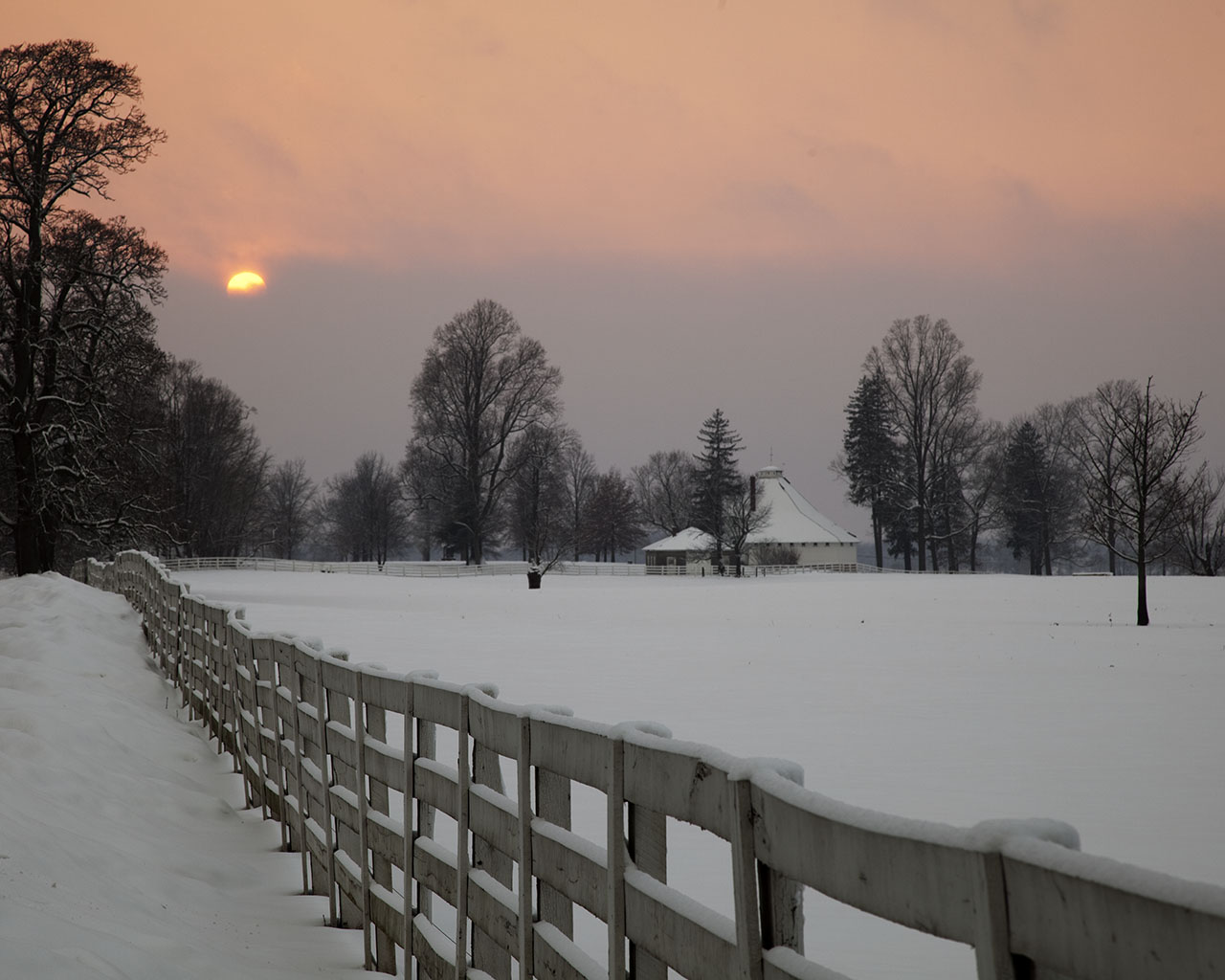
ヘリス・ストック農園

## 人口動態
以下は2010年国勢調査による人口統計データである。（　）内に2000年データを示す。
| 基礎データ - 人口: 448,734人 (423,394人) - 世帯数: 166,318 世帯 (154,371 世帯) - 家族数: 117,254 家族 (111,610 家族) - 人口密度: 217.0人/km2（561.9人/mi2）(203, 526) - 住居数: 175,615軒 (161,311軒) - 住居密度: 85軒/km2（220軒/mi2）(77, 200) 人種別人口構成 - 白人: 73.84% (78.39%) - アフリカン・アメリカン: 16.60% (15.13%) - ネイティブ・アメリカン: 0.22% (0.21%) - アジア人: 4.32% (2.69%) - 太平洋諸島系: 0.05% (0.03%) - その他の人種: 2.05% (1.48%) - 混血: 2.92% (2.07%) - ヒスパニック・ラテン系: 6.42% (4.16%) 先祖による構成（2000年データ） - アイルランド系：16.0% - イタリア系：15.6% - ドイツ系：13.3% - イギリス系：7.4% - ポーランド系：5.4% 年齢別人口構成 - 18歳未満:23.2% (25.2%) - 18-24歳: 8.3% (7.5%) - 25-44歳: 25.4% (31.5%) - 45-64歳: 29.2% (23.3%) - 65歳以上: 13.9% (12.6%) - 年齢の中央値: 40歳 (37歳) - 性比（女性100人あたり男性の人口） - 総人口: 96.6 (97.9) - 18歳以上: 94.6 (95.6) | 世帯と家族（対世帯数） - 18歳未満の子供がいる: 31.3% (34.3%) - 結婚・同居している夫婦: 54.3% (57.7%) - 未婚・離婚・死別女性が世帯主: 12% (10.9%) - 非家族世帯: 29.5% (27.7%) - 単身世帯: 24.4% (22.9%) - 65歳以上の老人1人暮らし: 9.5% (8.5%) - 平均構成人数 - 世帯: 2.62人 (2.65人) - 家族: 3.14人 (3.14人) 収入と家計（2000年データ） - 収入の中央値 - 世帯: 58,608米ドル - 家族: 67,481米ドル - 性別 - 男性: 46,381米ドル - 女性: 32,228米ドル - 人口1人あたり収入: 26,339米ドル - 貧困線以下 - 対人口: 4.7% - 対家族数: 3.2% - 18歳未満: 5.5% - 65歳以上: 4.9% |

### 高齢者向けサービス
郡は独自のウェブサイトを持っており、高齢者向けの記事、リンク、情報を掲載している。さらに毎月高齢者にニューズレターを配信している。

## 郡政府と政治
バーリントン郡は5人の委員で構成される郡政委員会が統治している（ニュージャージー州では "Board of Chosen Freeholders" と呼ばれる）。郡全体を選挙区に党派選挙で選出される。任期は3年間である。毎年1人または2人が改選される。現在は共和党が委員を独占している。委員会は管理機能と政策立案機能を持っている。各委員は郡の機能の特定部門を監督している。例えば、管理部と天然資源部、教育部と司法部、公共事業部と退役兵サービス部、公衆安全部と健康人的サービス部、病院医療サービス部と選挙管理部である。
アメリカ合衆国下院議員の選挙ではニュージャージー州第1、第2および第3選挙区に入っている。2013年時点では共和党議員2人、民主党議員1人を選出している。

### 政治
バーリントン郡はニュージャージー州では中道であり、近年は共和党にとって重要な地域になってきている。特にメドフォード、マウントローレル、ムーアズタウン、イブシャムのような新しい住宅地域を開発したより裕福な地域社会である。デラウェア川に沿った地域は少数民族や労働者階級が多く、これと対照的なものになる。2008年アメリカ合衆国大統領選挙では、民主党のバラク・オバマが共和党のジョン・マケインに対して18.5％差で郡を制し、州全体でも14.4%差で勝利した。2009年のニュージャージー州知事選挙では、共和党のクリス・クリスティに48%の支持を与え、民主党のジョン・コーザインは45%に終わった。

## 都市と町

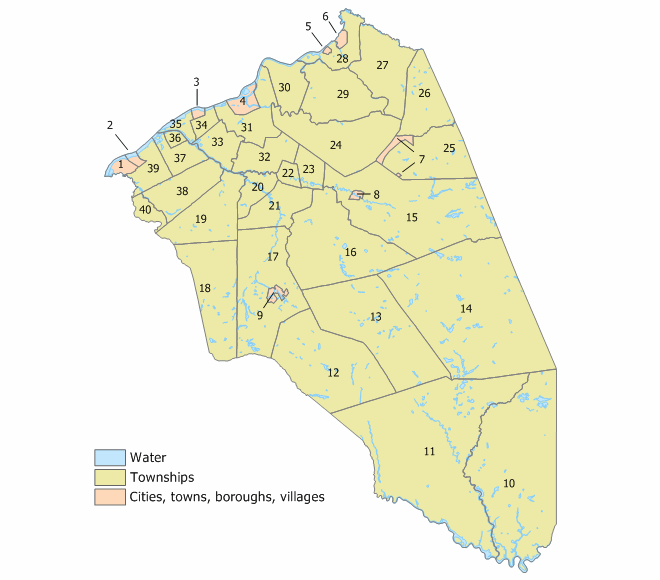
バーリントン郡の自治体

バーリントン郡には下記の自治体がある。国勢調査指定地域（CDP)と未編入の町はその所属するタウンシップの下に挙げる。名称の後の数字は右図の番号である。
- バスリバー・タウンシップ、10
- ビバリー市、3
- ボーデンタウン・タウンシップ、28
- ボーデンタウン市、6
- バーリントン・タウンシップ、31
- バーリントン市、4
- チェスターフィールド・タウンシップ、27
- シナミンソン・タウンシップ、39
- デランコ・タウンシップ、35
- デルラン・タウンシップ、37
- イースタンプトン・タウンシップ、23
- エッジウォーターパーク・タウンシップ、34
- イブシャム・タウンシップ、18
  - マールトンCDP
- フィールズボロ・ボロ、5
- フローレンス・タウンシップ、30
  - フローレンスCDP
  - ローブリングCDP
- ヘインズポート・タウンシップ、20
- ランバートン・タウンシップ、21
- マンスフィールド・タウンシップ、29
- メイプルシェイド・タウンシップ、40
- メドフォードレイクス・ボロ、9
- メドフォード・タウンシップ、17
- ムーアズタウン・タウンシップ、38
  - ムーアズタウン・レノラ
- マウントホリー・タウンシップ、22 - 郡庁所在地
- マウントローレル・タウンシップ、19
  - ランブルウッド
- ニューハノーバー・タウンシップ、25
  - フォートディックス（部分）
  - マグワイア空軍基地（部分）
- ノースハノーバー・タウンシップ、26
  - マグワイア空軍基地（部分）
- パルミラ・ボロ、1
- ペンバートン・タウンシップ、15
  - ブラウンズミル
  - カントリーレイクエステイツ
  - フォートディックス（部分）
  - ペンバートンハイツ
  - プレジデンシャルレイクスエステイツ
- ペンバートン・ボロ、8
- リバーサイド・タウンシップ、36
- リバートン・ボロ、2
- シャモン・タウンシップ、12
- サウサンプトン・タウンシップ、16
  - レジャータウン
- スプリングフィールド・タウンシップ、24
  - フォートディックス（部分）
- タバナクル・タウンシップ、13
- ワシントン・タウンシップ、11
- ウェスタンプトン・タウンシップ、32
- ウィリングボロ・タウンシップ、33
- ウッドランド・タウンシップ、14
- ライツタウン・ボロ、7

大半の自治体には独自の地方裁判所があり、郡には上級裁判所もある。地方裁判所は交通違反など軽度の刑事および民事事件を扱い、上級裁判所はより重大な事件を扱う。

## 図書館
バーリントン郡図書館は州内初の郡立図書館であり、1921年にマウントホリーYMCAの小さな部屋で始められた。これは郡民が郡図書館システム創設を行う新法を承認したからだった。図書館サービスは人気を高め、より大きな空間が必要になって、何度か移転した。1971年までに新しい本部施設が建設され、シナミンソンとボーデンタウンが支所として合流し、移動図書館が施設の無い場所を訪れるようになった。メドフォードとイブシャムが1975年にシステムに合流した。ペンバートン支所は1987年に合流した。メイプルシェイドが2001年4月に、最新の支所であるペンバートンが2003年に加わった。9つの支所を擁する大きなネットワークで郡民に幅広いサービスを行っている。

## 教育
バーリントン郡カレッジは、2年制公立コミュニティカレッジであり、郡内の学生を受け入れている。1966年に設立され、ペンバートンとマウントローレルにキャンパスがある。

## ワイン醸造所
- デマストロ・ビニヤーズ
- バレンザノ・ワイナリー